# Joana de Borbó
Joana de Borbó (Vincennes, França, 1338 – París, 1378) fou infanta de Borbó i reina consort de França (1364-1378).

## Orígens familiars
Nasqué al castell de Vincennes el 3 de febrer de 1338 sent filla del duc Pere I de Borbó i Isabel de Valois. Era neta per línia paterna de Lluís I de Borbó i Maria d'Avesnes, i per línia materna de Carles I de Valois i Mafalda de Chatillon. Fou germana del també duc Lluís II de Borbó.
El seu pare, avi i germà sofriren malalties mentals, de les quals la mateixa Joana no es va escapar. Així patí diverses crisis nervioses durant els seus parts i el seu propi fill també tingué problemes mentals, d'aquí el seu sobrenom: Carles VI el Boig.

## Núpcies i descendents
Es casà el 8 d'abril de 1350 a Tinh de l'Ermitatge amb el príncep i futur rei Carles V de França. D'aquesta unió nasqueren:
- la princesa Joana de França (1357-1360)
- el príncep Joan de França (1359-1364)
- la princesa Bonna de França (1360)
- el príncep Joan de França (1366)
- el príncep Carles VI de França (1368-1422), rei de França
- la princesa Maria de França (1370-1377)
- el príncep Lluís I d'Orleans (1372-1407), duc d'Orleans
- la princesa Isabel de França (1373-1378)
- la princesa Caterina de França (1378-1388)

Joana de Borbó morí de part a París el 6 de febrer de 1378, i fou enterrada a la Catedral de Saint-Denis.